# Shefa
Shefa is een provincie van Vanuatu, bestaande uit de eilanden Efate, Epi en de Shepherd-eilanden. De naam van deze in 1994 gecreëerde provincie is afgeleid van de eerste letters van de Shepherd-eilanden en Efate.
Shefa is economisch gezien de belangrijkste provincie van het land. De nationale hoofdstad Port Vila bevindt zich op het eiland Efate.

## Bevolking
In de provincie woonden 78.723 personen in 2009, verdeeld over een totale oppervlakte van 1455 km². De bevolking groeide tussen 2009 en 2013 met waarschijnlijk 3,58% per jaar.
| Name              | Aantal inwoners | Oppervlakte in km2 |
| ----------------- | --------------- | ------------------ |
| Efate             | 65.734          | 899                |
| Epi               | 5.207           | 444                |
| Shepherd-eilanden | 7.782           | 112                |

Malampa · Penama · Sanma · Shefa · Tafea · Torba